# Alessandro Cesarini (zm. 1542)
Alessandro Cesarini (ur. w XV wieku w Rzymie, zm. 13 lutego 1542 tamże) – włoski kardynał.

## Życiorys
Urodził się pod koniec XV wieku w Rzymie, jako syn Agabita Cesariniego i Giuliany Colonny. W młodości został protonotariuszem apostolskim, a także spłodził syna Ascanio, który został później biskupem Oppido Mamertina. 1 lipca 1517 roku został kreowany kardynałem diakonem i otrzymał diakonię Santi Sergio e Bacco. Był członkiem komisji kardynalskiej, która pojechała do Saragossy złożyć hołd Hadrianowi z Utrechtu, który został zaocznie wybrany na papieża. Jako legat papieski gratulował cesarzowi Karolowi V zwycięstwa nad Tunisem, a także negocjował pokój między nim a króle Francji Franciszkiem I. Pełnił rolę administratora apostolskiego wielu diecezji: Gerace (1519, 1534–1538), Pampeluny (1520–1538), Otranto (1526–1536), Catanzary (1536), Oppido (1536–1538) i Cuenci (1538–1542). 31 maja 1540 roku został podniesiony do rangi kardynała biskupa i otrzymał diecezję suburbikarną Albano. Zmarł 13 lutego 1542 roku w Rzymie.